# Hans Sarpei
Hans Sarpei (Tema, 28 de junho de 1976) é um ex-futebolista ganês e também de nacionalidade alemã.

## Carreira
Fez parte da seleção ganesa nas Copas do Mundo de 2006 e 2010 e estreou pela seleção em 7 de outubro de 2000 na partida contra o Zimbábue.

## Títulos
Gana
- Campeonato Africano das Nações: 2012 2º Lugar.